# Éducation de prince (film, 1927)
Pour le film d'Alexander Esway, voir Éducation de prince.
Pour plus de détails, voir Fiche technique et Distribution.
Éducation de prince est un film muet français réalisé par Henri Diamant-Berger, sorti en 1927. Il s'agit d'une adaptation du roman-feuilleton éponyme de Maurice Donnay porté à la scène en 1900.

## Fiche technique
- Titre original : Éducation de prince
- Réalisation : Henri Diamant-Berger
- Scénario : André de Lorde et Henri Diamant-Berger, d'après l'œuvre éponyme de Maurice Donnay
- Costumes : Paul Poiret
- Photographie : René Guissart
- Musique : Bétove
- Société de production : Production Émile Natan
- Pays de production :  France
- Langue : film muet avec les intertitres en français
- Format : Noir et blanc — 35 mm — 1,33:1 — Muet
- Date de sortie : 
  - France : 10 novembre 1927

## Distribution
- Edna Purviance : la reine Liska
- Pierre Batcheff : Sacha
- Jean Dax : Cercleux
- Armand Bernard : le comte de Ronceval
- Flora Le Breton : Raymonde
- Pauline Carton : la concierge
- Albert Préjean : Herch
- Andrews Engelmann : Dimitri
- Jean Joffre : le général Braoulitch
- Bétove : le Premier ministre
- Jim Gérald
- Jacquinet
- Fernand Mailly

## Autour du film
- Edna Purviance (1895-1958) a été la partenaire de Charlie Chaplin dans une trentaine de ses films, dont Le Kid (1921). Éducation de prince est son dernier film.
- Une seconde version de la pièce sera tournée en 1938 : Éducation de prince, réalisé par Alexander Esway avec Louis Jouvet, Elvire Popesco et Robert Lynen.